# Manio Acilio Balbo (console 150 a.C.)
Manio Acilio Balbo (fl. II secolo a.C.) è stato un politico romano del II secolo a.C. appartenente alla Gens Acilia.

## Biografia
Fu console nel 150 a.C. insieme a Tito Quinzio Flaminino.
Durante il suo consolato venne eretto un tempio dedicato alla dea Pietas in un luogo del Foro Olitorio ove sorgeva un carcere. Anni più tardi il tempio fu raso al suolo per consentire la costruzione del Teatro Marcello.